# PMB Road Classic
La PMB Road Classic es una carrera ciclista profesional como clásica de un día en Sudáfrica, la prueba se creó en el 2015 y recibió la categoría 1.2 dentro de los Circuitos Continentales UCI formando parte del UCI Africa Tour.

## Palmarés
| Año  | Ganador        | Segundo        | Tercero         |
| ---- | -------------- | -------------- | --------------- |
| 2015 | Reynard Butler | Hendrik Kruger | Nicolas Dlamini |

## Palmarés por países
| País      | Victorias |
| --------- | --------- |
| Sudáfrica | 1         |